# Nyctemera paroeana
Nyctemera paroeana là một loài bướm đêm thuộc phân họ Arctiinae, họ Erebidae.